# Klement I.
Klement I., papa od 92. do 98. Naziva se još i Klement Rimski jer je bio Rimljanin židovskog podrijetla, a ubraja se među apostolske oce. U Katoličkoj i Pravoslavnoj Crkvi časti se kao svetac. Od njegovih pisanih djela poznata je Poslanica Korinćanima, dok su mu pripisani i mnogi drugi spisi poput Pseudo-Klementove homilije. Prema predaji koja seže do 9. stoljeća, Klement je podnio mučeništvo 102. godine na Krimu.

## Identitet
Prema Tertulijanu, oko 199., Crkva u Rimu držala je da je Klementa zaredio sveti Petar (De Praescript., xxxii), a sveti Jeronim tvrdi da je u njegovo doba većina Latina bila "uvjerena da je Klement neposredni nasljednik apostola (Petra)" (De viris illustr., xv). U istom djelu Jeronim tvrdi da je Klement bio četvrti papa. I ostali dokumenti pokazuju veliku nesigurnost o tome kamo smjestiti Klementa. Najstariji popis papa načinio je Hegesip u doba pape Aniceta, oko 160. godine. Čini se da je isti popis rabio Irenej Lionski (Haer., III, iii), potom Julije Afrikanac koji je 222. sastavio svoju kronologiju, autor jedne pjesme protiv Marcijana iz 3. ili 4. stoljeća, Hipolit Rimski koji je nastavio kronologiju do 234. godine, te vjerojatno autor Liberijeva kataloga iz 354. Ovaj posljednji poslužio je prilikom sastavljanja zbirke Liber pontificalis. Euzebije Cezarejski u svome Ljetopisu i u svojoj Crkvenoj povijesti preuzima podatke Julija Afrikanca, no u ovom drugom djelu donekle ih je ispravio. Jeronim prevodi Euzebijev Ljetopis, te nam donosi jedini preostali tekst toga djela. Prema ovim različitim autorima, kronologija prvih papa bila bi sljedeća:
- Lino, Klement (Hegesip, Epifan, Rimski kanon)
- Lino, Anaklet, Klement (Irenej, Julije Afrikanac, Euzebije)
- Lino, Anaklet, Klement (Jeronim)
- Lino, Klement, Kleto, Anaklet (Hipolit, Liberijev katalog, Liber pontificalis)
- Lino, Klement, Anaklet (Optat, Aurelije Augustin)

Danas svi stručnjaci drže da su Kleto, Anaklet i Anenklet jedna te ista osoba. Anaklet je pogreška u latinskom jeziku, dok je Kleto umanjenica od Anenklet. Isto tako, opće je mišljenje da je Klement greškom kod nekih autora premješten prije Anakleta, ne bi li se tako pomirilo više tradicija o tome da ga je zaredio Petar ili da je bio Pavlov suvremenik. Nisu također sasvim sigurne ni točne godine početka i svršetka pontifikata, te se može govoriti samo o okvirnim podacima.
Origen poistovjećuje papu Klementa s pomoćnikom apostola Pavla (Poslanica Filipljanima, 4,3), u čemu ga slijede i Euzebije, Epifanije i Jeronim, no ovaj je Klement vjerojatno bio iz Filipa u Makedoniji. Sredinom 19. stoljeća poistovjećivalo se ovog papu s konzulom Titom Flavijem Klementom iz 95., kojega je dao pogubiti njegov bratić car Domicijan. No prema drevnim tekstovima to se ne može zaključiti, jer oni potvrđuju da je Klement živio do Trajanove vladavine. Vjerojatno je bio slobodnjak ili sin nekog slobodnjaka koji je pripadao carskoj obitelji. Sigurno je poznato da je u Neronovoj obitelji bilo mnogo kršćana (usp. Poslanica Filipljanima 4,22).

## Životopis
O Klementovu životu i smrti nije poznato gotovo ništa. O njegovu mučeništvu govori se u apokrifnim spisima što ih je u svojoj zbirci „Patres apostolici“ 1724. objavio Cotelier. Ondje se uz obilje detalja govori o tome kako je Klement obratio Teodoru, ženu Sisinija, Nervina dvorjanika, a potom i samog Sisinija te još 423 osobe na višem položaju. Car Nerva je stoga prognao papu na Krim, gdje je izveo razna čuda, a mnogi su se ondje obratili na kršćanstvo i izgradili 75 crkava. To je još više izazvalo bijes novog cara Trajana koji naređuje da se Klementa baci u more sa sidrom privezanim o vratu. Otada se more postupno povlačilo, dok nije otkrilo na čudesan način načinjeno svetište s kostima sveca. Ova je legenda vjerojatno bila poznata već u 4. stoljeću, a zasigurno u 6. stoljeću (Grgur iz Toursa. Sveti Ćiril oko 868. na Krimu nailazi na grobnicu s kostima i sidrom, te se proširio glas da je riječ o Klementovim ostacima. Ćiril je te ostatke prenio u Rim, a papa Hadrijan II. položio ih je zajedno s ostacima Ignacija Antiohijskog pod glavni oltar bazilike sv. Klementa u Rimu. Dio legende koji govori prijenosu kostiju vjerojatno je autentičan, no nije sigurna identifikacija samih ostataka. Također prema legendi bazilika sv. Klementa izgrađena je na temeljima njegove obiteljske kuće tri stoljeća nakon njegove smrti.
Rufin je prvi koji (oko 400. godine) spominje Klementa kao mučenika. Papa Zosim u jednom pismu afričkim biskupima 417. spominje proces i djelomično oslobođenje od krivnje heretika Celestija, koji se odvio u bazilici sv. Klementa. Papa kaže da je izabrao tu baziliku upravo stoga što je Klement dao svoj život za pravu vjeru. Oko 430. godine jedan pisac imenom Predestinat te sinod u Vaisonu iz 442. upisuju Klementa među mučenike.
Suvremeni kritičari drže da je moguća zamjena pape Klementa s mučenikom konzulom Klementom. Ipak, s druge strane, u Rimu ne postoji tradicija o ukopu ovog pape, pa se misli da je ipak umro u progonstvu.

## Štovanje
U umjetnosti, papa Klement obično se prikazuje sa sidrom i ribom. Uz ove simbole, uz njega se prikazuje miljokaz, ključevi, izvor koji na njegovu molitvu daje vodu, ili knjiga. Rimski martirologij donosi ga pod imenom "papa sveti Klement I., mučenik", pod nadnevkom 23. studenog, a riječ je o danu kad su njegovi ostaci pokopani u Rimu.
U Rimokatoličkoj Crkvi spomendan sv. Klementa, pape i mučenika, pada 23. studenog, a istoga ga se dana spominje i Evangelička Crkva. U pravoslavlju većina Crkava spominje ga se 23. studenog. U Srpskoj pravoslavnoj Crkvi štuje se 25. studenog prema julijanskom kalendaru.

## Značaj
U vrijeme Klementa kršćanstvo se značajno proširilo na istok. Osobito je značajna Klementova reakcija prilikom svađe svećenika u Grčkoj, kojom prilikom ih je Klement pozvao na poslušnost čime je praktički uvedeno pravilo kojim se potvrđuje primat rimskoga biskupa nad svim crkvama u svijetu.

## Vanjske poveznice
Ostali projekti
|  | Zajednički poslužitelj ima još gradiva o temi Klement I. |

Mrežna mjesta
- Klement I., sv. Hrvatska opća enciklopedija
- Đuro Vidmarović, Sveti papa Klement I. i Hrvati  Arhivirana inačica izvorne stranice od 17. studenoga 2022. (Wayback Machine), Portal Hrvatskoga kulturnog vijeća, objavljeno 27. studenoga 2014.